# Latawce (film 1979)
Latawce (tyt. oryg. Balonat) – albański film fabularny z roku 1979 w reżyserii Ismaila Zhabiaku.

## Opis fabuły
Akcja filmu rozgrywa się w czasie II wojny światowej. W działalność ruchu oporu angażują się także dzieci. Z pomocą swoich nauczycieli przygotowują latawce z hasłami antyfaszystowskimi i wypuszczają je nad miastem, aby podnieść na duchu swoich rodaków. Okupanci dowiadują się o planie. W trakcie akcji policji jedno z dzieci zostaje ranne, ale latawce bez przeszkód lecą nad miastem.
Film realizowano w Tiranie. Pierwotna wersja filmu została ocenzurowana i przed premierą część scen usunięto.

## Obsada
- Perika Gjezi jako nauczyciel
- Ndrek Prela jako dziadek
- Edlira Bregasi jako Drita
- Marta Burda jako matka Drity
- Vladimir Muzha jako włoski kapitan
- Besim Kurti jako ojciec Gona
- Fitnete Tiço jako matka Gona
- Todi Thanasi jako Raqi, ojciec Mondy
- Merita Dabulla jako żona Raqiego
- Agron Ballabani jako Fatmir
- Albana Mici jako Vjollca
- Lec Vuksani jako dyrektor szkoły
- Andi Toma jako Sela
- Gëzim Gramshi jako Uran
- Ermal Harxhi jako Mondi
- Artur Alku jako Agron
- Artur Brjolli jako Gjergji
- Fitnete Koço